# NGC 6822
NGC 6822, även Barnards galax, är en oregelbunden dvärggalax i stjärnbilden skytten. Den ingår i lokala galaxhopen. NGC 6822 har ungefär 10 miljoner stjärnor, medan vintergatan har uppskattningsvis 400 miljarder.